# Vita brevis, ars longa
Vita brevis, ars longa (traduzido do latim ao português: a vida é curta, a arte é longa) é um aforismo em latim que tem sua origem nos escritos do arquiteto e médico grego Hipócrates, mas que foi popularizado pelo poeta romano Sêneca.

## Traduções
Abaixo apresenta-se o texto original, uma tradução para o latim padrão, e uma tradução ao português.
| Grego:                                                                                     | |
| Ὁ βίος βραχύς, ἡ δὲ τέχνη μακρή, ὁ δὲ καιρὸς ὀξύς, ἡ δὲ πεῖρα σφαλερή, ἡ δὲ κρίσις χαλεπή. | Ho bios brakhys, hê de tekhnê makrê, ho de kairos oxys, hê de peira sphalerê, hê de krisis khalepê.        |
| Latim:                                                                                     | Português:                                                                                                 |
| Vita brevis, ars longa, occasio praeceps, experimentum periculosum, iudicium difficile.    | A vida é breve, a arte é longa, a oportunidade passageira, a experiência enganosa, e o julgamento difícil. |